# Chaetophiloscia glandulifera
Chaetophiloscia glandulifera är en kräftdjursart som beskrevs av Karl Wilhelm Verhoeff 1909. Chaetophiloscia glandulifera ingår i släktet Chaetophiloscia och familjen Philosciidae. Inga underarter finns listade i Catalogue of Life.